# Diário de Barrelas
Diário de Barrelas é um website de humor e um jornal satírico brasileiro, com sede na fictícia cidade de Barrelas.
Inspirado pelo site norte-americano The Onion, o humor do Diário de Barrelas baseia-se na paródia de notícias reais, que são ficcionadas com o intuito de criticar tanto os eventos atuais, como as práticas da imprensa, especialmente na internet.
Por apresentar um formato assemelhado a um jornal de verdade, alguns artigos do Diário de Barrelas são levados a sério pelos leitores, mesmo que suas histórias sejam fictícias e por vezes absurdas.

## Histórico
Seu sítio ganhou certa notoriedade quando criou a falsa notícia de que a banda brasileira NX Zero faria a abertura dos shows da banda norte-americana Metallica no Brasil.
Em agosto de 2010, outra notícia falsa foi tomada como verdadeira. A história de que Raul Seixas seria interpretado pelo ator Fiuk nos cinemas chegou a ficar entre as mais divulgadas no Twitter em 3 de agosto de 2010.